# Erythrina fusca
Erythrina fusca (укр. Ерітрина бура) — найпоширеніша рослина роду ерітрина (Erythrina) родини бобових, єдиний вид роду, знайдений як у Старому, так і у Новому Світі. Росте в тропічних районах Азії, Океанії, Центральної Америки та Амазонії.

## Опис
Це вічнозелене дерево з колючою корою та яскравими оранжевими квітками. Її плід — біб, до досягає 20 см завдовжки та містить темнокоричневе насіння, здатне виживати в океанській воді та розноситися морськими течіями. Рослина здатна рости в багатьох кліматичних зонах, що пояснює її значне розповсюдження.

## Практичне використання
Як й інші види роду ерітрина, ерітрина бура містить отруйні алкалоїди, що в невеликих кількостях знаходять використання в медицині. В найбільшій концентрації міститься ерітралін, що надав назву роду. Молоді пагони, проте, часто вживаються в їжу як овочі.
Легкість вирощування та яскраві квітки також привели до вирощування рослини як декоративної. Ця рослина є національною квіткою Венесуели.